# Carebara vidua
Carebara vidua é uma espécie de inseto do gênero Carebara, pertencente à família Formicidae.